# セレビィ量産型
セレビィ量産型（せれびぃりょうさんがた）は、日本の漫画家。男性。愛知県出身。千葉県在住。実弟（双子）は同じく漫画家の武将武。

## 作品
- とんぬらさん（月刊ComicREX、全9巻）
- 精霊課金録マジカロイド（月刊ComicREX、全1巻）
- こいいろChu!Lips（デフォルメ原画）
- おしえて Re:メイド（デフォルメ原画）
- 天神乱漫 -LUCKY or UNLUCKY!?-（SDイラスト）
  - 天神乱漫 Happy Go Lucky!!（SDイラスト）
- テラフォーマーズ妄想訓練記 教えて！ミッシェル教官（ミラクルジャンプ、全1巻）原作：貴家悠＆橘賢一
- ウザ姉!!（ミラクルジャンプ→となりのヤングジャンプ※後追い連載、全2巻）
- 三枝さんはメガネ先輩と恋を描く（ドラドラしゃーぷ＃、既刊3巻）著者のpixiv投稿作品「三枝さんとメガネ先輩」の商業連載版